# Alpensia Jumping Park
Alpensia Jumping Park (Koreaans: 알펜시아 스키점프 경기장) is een springschans in Pyeongchang in Zuid-Korea. De schans wordt gebruikt voor het schansspringen tijdens de Olympische Winterspelen 2018.